# 加里啸鹟
加里啸鹟（学名：Pachycephala hypoxantha），是啸鹟科啸鹟属的一种，分布于马来西亚和印度尼西亚。该物种的保护状况被评为无危。
加里啸鹟的栖息地为亚热带或热带的湿润山地林。